# Studený
Studený település Csehországban, a Benešovi járásban. Studený Martinice u Onšova, Dunice, Děkanovice, Křivsoudov és Onšov településekkel határos. Lakosainak száma 99 fő (2024. január 1.).

## Népesség
A település lakosságának változását az alábbi diagram mutatja:
| Lakosok száma | 385  | 330  | 330  | 252  | 148  | 98   | 96   | 94   | 103  | 99   |
|               | 1869 | 1900 | 1921 | 1961 | 1980 | 2011 | 2016 | 2019 | 2021 | 2024 |